# Holmar Knörzer
Holmar Knörzer   (auch  Holmar Knoerzer; * 23. September 1942 in Kassel) ist ein deutscher Journalist und Autor.

## Leben
Knörzer legte sein Abitur an der Goethe-Schule in Kassel ab, absolvierte seinen Militärdienst und studierte Romanistik, Geografie und Geschichte. Er arbeitete als Redakteur und Reporter bei deutschen Tageszeitungen, bei der Hessisch/Niedersächsischen Allgemeinen in Kassel und zuletzt bis 1992 in verantwortlicher Position als Leiter des Ressorts Norddeutschland bei den Lübecker Nachrichten.
1992 gründete er das Medienbüro Tembo in Lübeck und arbeitet seither freiberuflich, vornehmlich als Autor von Golf-Literatur und -Reiseführern. Sein erstes Golf-Buch, Die schönsten Golf-Reisen in alle Welt, erschien 1987 im LN-Verlag in Lübeck. 1995 veröffentlichte er  Wo Golfträume wahr werden in Obertshausen.
1996 kam bei Schmidt-Römhild Jumbos Passion – Elefanten in Kunst und Kommerz mit Betrachtungen über Elefanten und diese als Sammlerobjekt heraus. 1999 erschien Golf, reisen + erleben – all America über „700 der interessantesten Plätze auf dem amerikanischen Kontinent, Bermuda und Karibik“. Er verfasste Golf-Bücher über Spanien, Italien, Österreich, Portugal, Spanien und die Schweiz. Knörzer ist Chefredakteur der Zeitschrift Faszination Golf und lebt in Lübeck.

## Werke (Auswahl)
- Die schönsten Golf-Reisen in alle Welt. Lübeck 1987,  ISBN 3-87498-359-5
- Wo Golfträume wahr werden. Obertshausen 1995, ISBN 3-924072-16-7
- Jumbos Passion – Elefanten in Kunst und Kommerz. Schmidt-Römhild, Lübeck 1996, ISBN 3-7950-0722-4
- Discover Golf – ausgewählte Golf-Reiseziele weltweit. Gräfelfing 2005,  ISBN 3-87014-231-6